# Vadym Hladun
Vadym Ivanovyč Hladun (in ucraino Вадим Іванович Гладун?, in russo Вади́м Ива́нович Гладу́н?, Vadim Ivanovič Gladun; Kiev, 21 aprile 1937 – 5 marzo 2024) è stato un cestista sovietico.

## Biografia
Vadym Hladun nacque il 21 aprile 1937 nel villaggio di Zapadinka, oggi parte di Kiev.
Con l'Unione Sovietica disputò i Campionati mondiali del 1963 e i Campionati europei del 1963.
Morì il 5 marzo 2024 all'età di 86 anni a causa di un infarto.